# Trefaldighetskolonnen i Olomouc
Trefaldighetskolonnen i Olomouc är ett magnifikt barockmonument i Tjeckien, uppfört år 1716–1754 till Guds ära. Huvudsyftet var ett spektakulärt firande av den katolska kyrkan och den kristna tron. Firandet handlade åtminstone delvis om tacksamhetskänslor över att pesten upphört att härja i Mähren (1714 och 1716). Kolonnen sågs också som ett uttryck för lokalpatriotism, då alla konstnärer och hantverksmästare som arbetade med monumentet var från orten och de allra flesta helgon som avbildades hade någon sorts anknytning till staden.
Kolonnen är den största skulpturgruppen från barocken i Tjeckien. Den blev år 2000 inskriven på världsarvslistan, som "ett av de mest enastående exemplen på höjdpunkten av den centraleuropeiska barockens konstnärliga uttryck".

## Historia

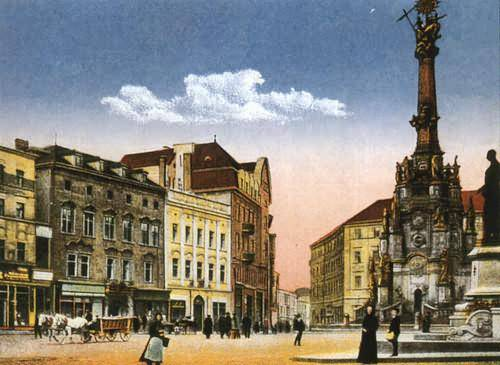
Historiska bilder på kolonnen på Olomoucs övre torg

Enligt ICOMOS utvärdering var "uppförandet av Mariakolonnen på stadens torg ett uteslutande post-Tridentinskt barockfenomen. Dess ikonografiska grund ligger i Uppenbarelseboken. Grundmodellen tros ha varit kolonnen på Piazza Santa Maria Maggiore i Rom från 1614.
Det beundransvärda med Olomoucs monument var kulmen av arbeten av flera konstnärer och mästerhantverkare, men gav inte mycket lycka för dem. Den första som dog under arbetets gång var Wenzel Render, en monumentalmurare och en av imperiets privilegierade arkitekter. Han var den som kom med idén att bygga kolonnen och fick stadsfullmäktige med på idén. Han designade den, byggde den första delen och hjälpte till att finansiera den.
Hans efterföljare Franz Thoneck, Johan Wenzel Rokický och Augustin Scholtz levde inte heller tillräckligt länge för att se kolonnen helt klar; den färdigställdes av Johann Ignaz Rokický. Den strålande skulpturala dekorationen påbörjades av Phillip Sattler. Efter hans död fortsatte Andreas Zahner och gjorde under sina sista 7 år sammanlagt 18 skulpturer och 9 reliefer. Guldsmeden Simon Forstner, som gjorde förgyllda skulpturer i koppar föreställande Heliga Trefaldigheten och Jungfru Marie himmelsfärd, var något lyckosammare och klarade att avsluta sitt briljanta arbete. Han förlorade dock sin hälsa när under arbetet då han använt giftiga kvicksilverföreningar under förgyllningsprocessen.

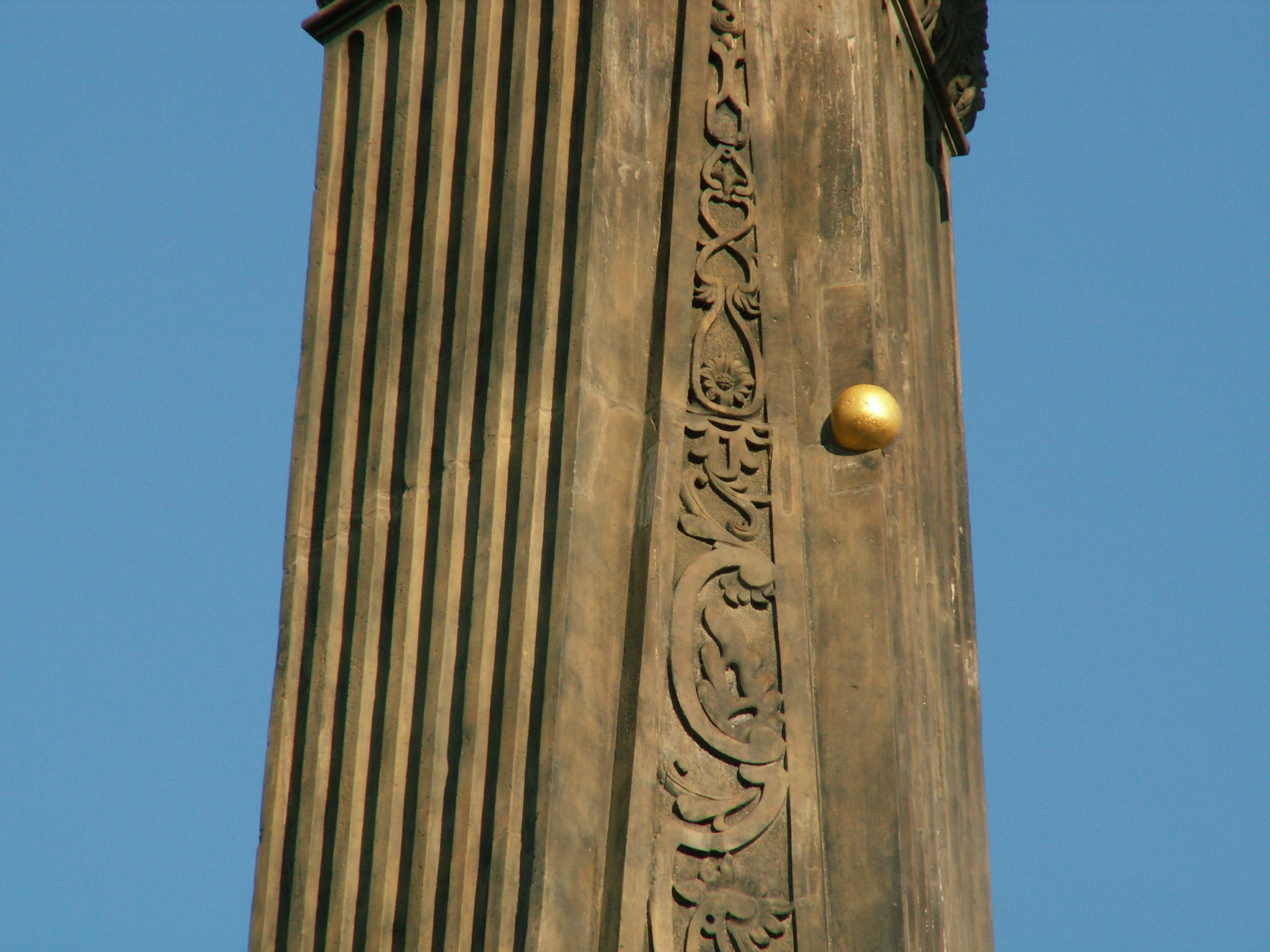
Förgylld replika av skottet som påminner om att kolonnen träffades av preussiskt artilleri vid flera tillfällen under belägringen av Olomouc år 1758.

Efter att Trefaldighetskolonnen färdigställts 1754 blev den en källa för stolthet hos Olomoucbor, då alla som arbetat med den varit från staden. Kolonnen konsekrerades i en stor festlighet med kejsarinnan Maria Teresia och hennes man Frans I närvarande.
Endast fyra år därefter, under sjuårskriget, belägrades Olomouc av preussiska armén och kolonnen besköts vid ett flertal tillfällen. Invånarna i staden gick då hjältemodigt ut i procession för att be den preussiska generalen att inte skjuta på detta heliga monument. General James Keith följde deras vilja. Kolonnen reparerades kort efter kriget och en replika av ett skott lades in halvt begravt på stammen på platsen där den träffats för att påminna om händelsen.

## Beskrivning

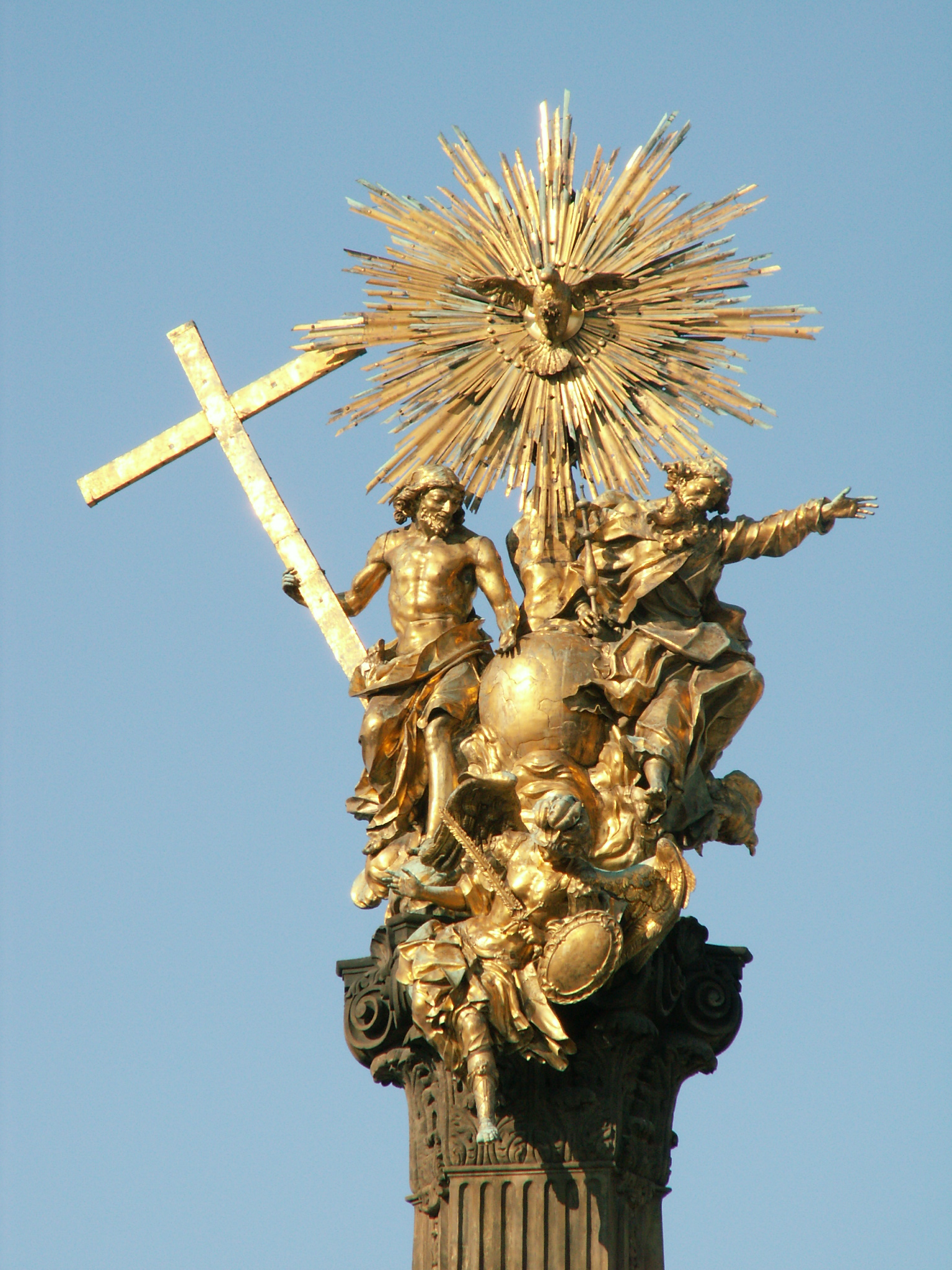
Förgyllda statyn av Heliga trefaldigheten på toppen av kolonnen.

Kolonnen domineras av förgyllda kopparskulpturer av den heliga trefaldigheten, ackompanjerad av ärkeängeln Gabriel på toppen och Jungfru Marie himmelsfärd därunder.
Basen av kolonnen, i tre steg, omges av ytterligare 18 helgonskulpturer i sten och 14 reliefer i genomarbetade kartuscher.
Vid det översta steget är helgon anknutna till Jesu jordeliv – Anna, Marias moder och Joakim, hans fosterfar, Josef och Johannes döparen, som förberedde hans ankomst och följs av Sankt Lars och Hieronymus, helgon som kapellet i stadshuset var tillägnade. Tre reliefer representerar de tre teologiska dygderna tro, hopp och kärlek.

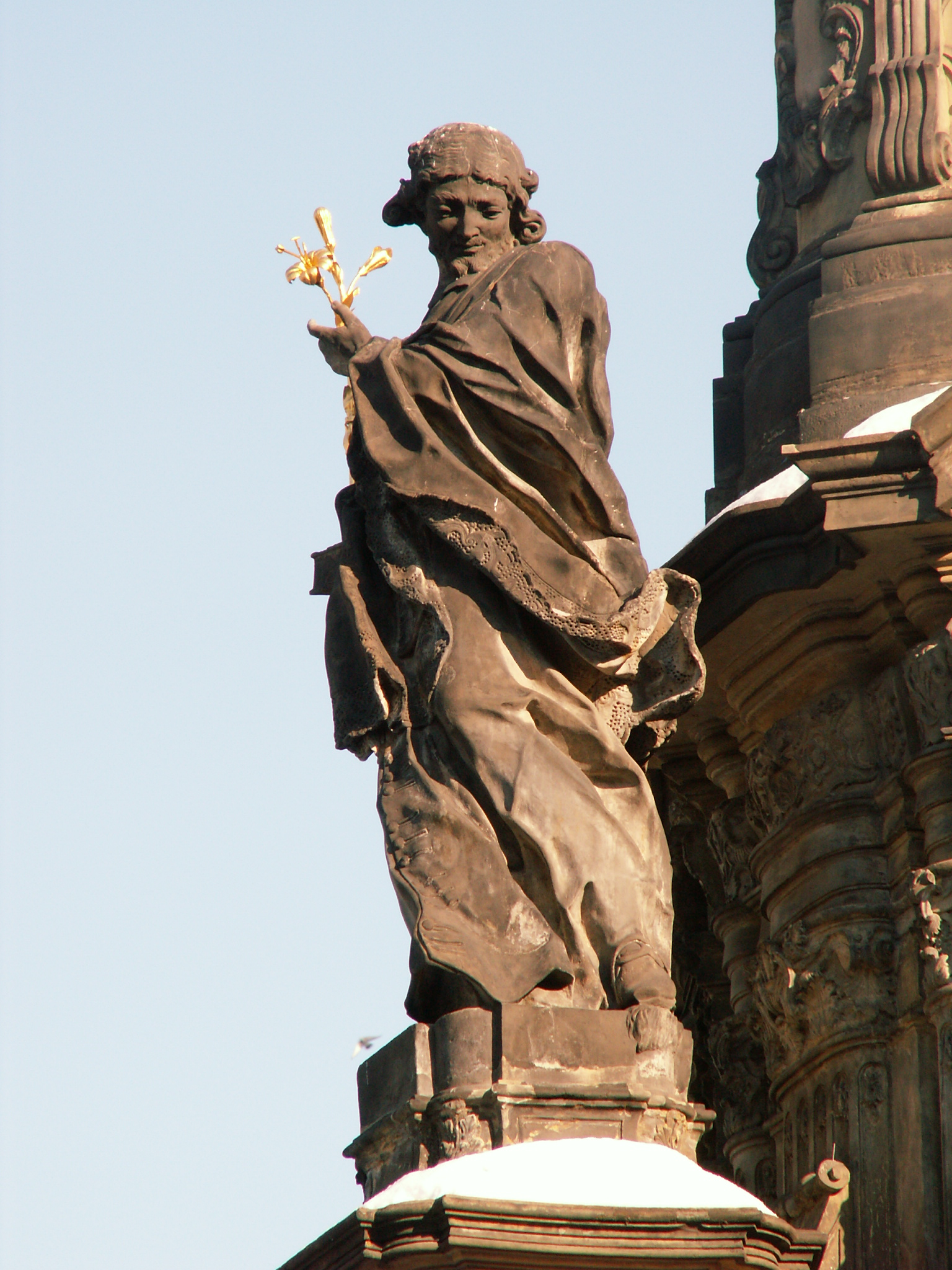
Jan Sarkanders staty

Nedanför dessa finns andra steget som är tillägnade de mähriska helgonen Kyrillos och Methodios, som kom till Stormähren för att missionera år 863 (Sankt Methodios blev Mährens ärkebiskop). Här avbildas också Blasius, under vars namn en av Olomoucs kyrkor konsekrerats, och grannlandet Böhmens skyddshelgon, Vojtěch Adalbert av Prag och Jan av Nepomuk, vars kult var mycket stark även här. Dessutom finns en staty av Jan Sarkander (som håller en lilja som en renhetssymbol). Han var en präst som torterades till döds i Olomoucfängelset i början av 30-åriga kriget, då han, enligt legenden sägs ha vägrat avsäga sin tro. Beslutet att placera honom här var mycket extraordinärt och bröt mot traditionen, då Sarkander vid denna tid inte hade helgonförklarats eller ens saligförklarats. Detta kunde ha resulterat i problem med Vatikanen, men kulten kring hans martyrskap var så stark att hantverkarna bestämde sig för att ta risken. Sarkander blev dock saligförklarad 1859 och helgonförklarad 1995 i samband med att Johannes Paulus II besökte Olomouc.
I den nedersta steget kan man se figurer av det österrikiska skyddshelgonet Mauritius och det böhmiska skyddshelgonet Wenzel I, under vars namn två viktiga kyrkor i Olomouc konsekrerats. Där ses även ett annat österrikiskt skyddshelgon Sankt Florian, som också sågs som skydd mot olika katastrofer, särskilt bränder, Giovanni da Capistrano, som brukade predika i Olomouc, Antonius av Padua, medlem i en franciskanerorden, som ägde ett viktigt kloster i Olomouc, Aloysius Gonzaga, studenternas skyddshelgon. Hans skulptur visade att Olomouc var mycket stolta över sitt universitet.
Reliefer av de tolv apostlarna är placerade bland dessa skulpturer.

## Inre kapellet

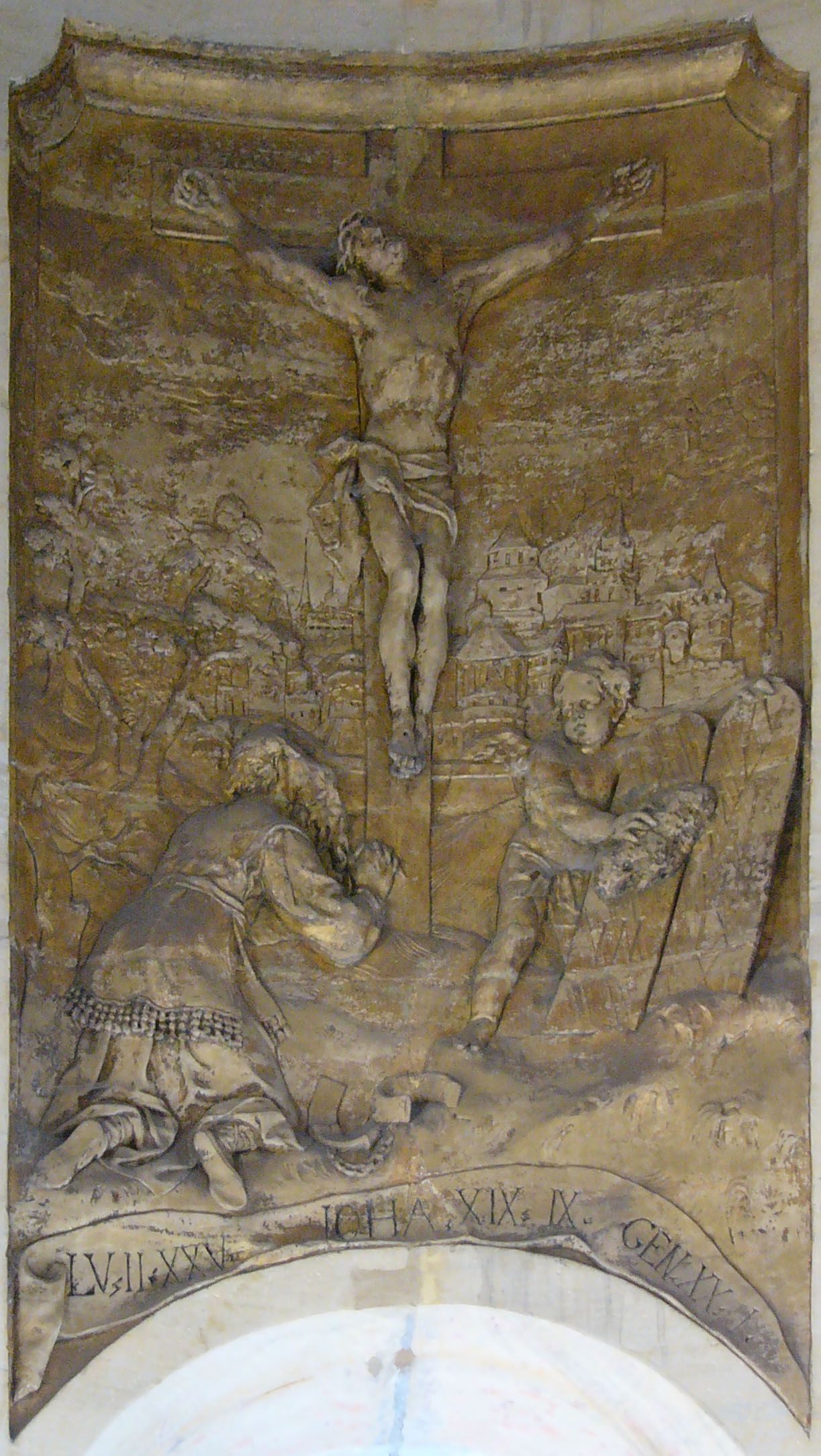
Reliefer som avbildar Jesu korsfästelse.

Ett litet kapell finns inne i kolonnen, där Kain och Abels offer, Noaks första brännoffer efter syndafloden, Abraham som offrar Isak och ett lamm samt Jesu död är avbildade. Städerna Jerusalem och Olomouc syns i bakgrunden i den sistnämnda reliefen.